# Heracleum rechingeri
Heracleum rechingeri är en flockblommig växtart som beskrevs av Ida P. Mandenova. Heracleum rechingeri ingår i släktet lokor, och familjen flockblommiga växter. Inga underarter finns listade i Catalogue of Life.